# Erhard Wetzel
Erhard Wetzel, niekiedy błędnie nazywany Ernst Wetzel lub Alfred Wetzel (ur. 7 lipca 1903 w Szczecinie, zm. 24 grudnia 1975) – radca sądowy, niemiecki prawnik w czasach III Rzeszy, urzędnik Ministerstwa Rzeszy do spraw Okupowanych Terytoriów Wschodnich, współautor słynnego planu germanizacji podbitych ziem na wschodzie oraz zagłady Żydów i Słowian: Generalplan Ost.

## Życiorys
Był kierownikiem Centrali Doradczej Urzędu Polityki Rasowej NSDAP, pełniąc rolę eksperta do spraw rasowych. 25 listopada 1939 w Urzędzie Polityki Rasowej NSDAP przedstawił opracowany wspólnie z Güntherem Hechtem memoriał pt. „Traktowanie ludności byłych obszarów Polski z punktu widzenia polityki rasowej”, który poruszał kwestie wysiedleń oraz strategii okupantów w tym względzie. Memoriał ten różnicował traktowanie ludności z podziałem na tereny wcielone do III Rzeszy oraz te, z których utworzyć miano Generalne Gubernatorstwo. W pierwszej kolejności miano wysiedlić z terenów wcielonych do Rzeszy – Pomorza, Śląska i Wielkopolski wszystkich Polaków i Żydów. Punkt drugi memoriału dotyczył w całości tej problematyki. Dokument szacował liczbę Polaków przeznaczonych do wysiedlenia z zaanektowanych terenów na liczbę 6 636 000. Pozostałą część Polaków wykazujących sympatie wobec okupantów oraz Kaszubów, Mazurów i Ślązaków, pogardliwie określonych jako Wasserpolen, szacował na około 1,2 mln i przeznaczał do „całkowitego zniemczenia”. Memoriał wyszczególniał także 530 000 Żydów mających zostać wysiedlonych wraz z Polakami. Zdecydowanie polska ludność – o ile nie nadaje się do zasymilowania – powinna zostać wysiedlona, a pozostała zniemczona.
W latach 1941–1944 był referentem do spraw rasowych (Rassereferent) utworzonego w lipcu 1941 Ministerstwa Rzeszy dla Okupowanych Terenów Wschodnich (Reichsministerium für die besetzten Ostgebiete, RMfdbO) zwanego w skrócie Ostministerium. Był także autorem komentarza do słynnego planu germanizacji podbitych ziem na wschodzie oraz zagłady Żydów i Słowian – Generalplan Ost. Wetzel analizował ten plan w swoim komentarzu z 27 maja 1942 pt. (Ocena i uwagi do generalnego planu wschodniego Reichsfūhrera SS), stając się jego współautorem. Postulował w nim, w celu szybkiej germanizacji wschodu, przesiedlenie około 50 milionów mieszkańców wschodniej Europy, zaczynając od 20 milionów Polaków, jako najbardziej niebezpiecznych dla III Rzeszy. Rekomendował przesiedlenie Polaków z terenów Polski do Brazylii. Wraz z Eichmannem konferował na temat sposobów gazowania Żydów z terenów Litwy i Niemiec, autoryzując procedurę uśmiercania w ten sposób z ramienia RMO w grudniu 1941.